# Compsura
Genre
Compsura est un genre de poissons d'eau douce téléostéens de la famille des Characidae (ordre des Characiformes).

## Répartition
Les espèces du genre Compsura se rencontrent en Amérique centrale ou en Amérique du Sud.

## Liste des espèces
Selon World Register of Marine Species (2 décembre 2023) :
- Compsura gorgonae (Evermann & Goldsborough, 1909)
- Compsura heterura Eigenmann, 1915

## Classification
Le nom valide complet (avec auteur) de ce taxon est Compsura Eigenmann, 1915,.

## Étymologie
Son épithète spécifique, Compsura, est la combinaison des termes en grec ancien κομψός, kompsós, « raffiné, élégant », et οὐρά, ourá, « queue », et fait référence à la tache triangulaire bien visible sur la nageoire caudale.

## Publication originale
- (en) Carl H. Eigenmann, « The Cheirodontinae, a subfamily of minute characid fishes of South America », Memoirs of the Carnegie Museum, Pittsburgh, Carnegie Museum, vol. 7, no 1,‎ 1915, p. 1-99 (ISSN 0885-4645, OCLC 1605099, LCCN 16004874, DOI 10.5962/BHL.TITLE.46579, lire en ligne).